# (12155) Hygin
(12155) Hygin, désignation internationale (12155) Hyginus, est un astéroïde de la ceinture principale.

## Description
(12155) Hygin est un astéroïde de la ceinture principale. Il fut découvert par Cornelis Johannes van Houten, Ingrid van Houten-Groeneveld et Tom Gehrels le 26 mars 1971 à l'observatoire Palomar. Il présente une orbite caractérisée par un demi-grand axe de 2,4 UA, une excentricité de 0,205 et une inclinaison de 3,098° par rapport à l'écliptique.
Il fut nommé en hommage à Hygin (64 av. J.-C.-17 apr. J.-C.), historien, philologue romain.

## Compléments